# Catherine Pegge
Catherine Pegge (kolem 1635 – ?) byla dlouhodobá milenka anglického krále Karla II. Spolu s ním měla dvě děti; Charlese FitzCharlese, 1. hraběte z Plymouth a Catherine FitzCharles.

## Původ
Catherine byla dcerou Thomase Pegga z Yeldersley z hrabství Derbyshire a jeho ženy Catherine Kniveton, dcery sira Gilberta Knivetona. Thomas a jeho rodina byla během Anglické občanské války vyhnána do exilu v Bruges, kde doprovázel sesazeného generále Henryho Hastingse, 1. barona z Loughborough.
Catherine po svém otci zdědila majetky v Yeldersley.

## Králova milenka
Během pobytu v exilu v Bruges začal její milostný poměr s králem Karlem II., jenž v roce 1657 vyústil v narození syna Charlese. Celkem měla Catherine s králem 2 děti:
- Charles FitzCharles, 1. hrabě z Plymouth
- Catherine FitzCharles

## Manželství
Dne 26. července 1660 se Catherine provdala za sira Edwarda Greene. Pár spolu měl dceru Justine Greene (1667-1717). Edward zemřel v roce 1676 ve Vlámsku a byl pohřben v Sampfordu v Essexu.